# Antonius Adrianus Maria Tierolff
Antonius Adrianus Maria Tierolff (Roosendaal, 10 oktober 1868 – aldaar, 30 juni 1936) was een Nederlands componist, dirigent en muziekuitgever.

## Biografie
Tierolff behoorde van 1884 tot 1889 tot de leerlingen van Joseph Callaerts (1830-1901), J. Tilburghs, en Jozef Bosiers aan het Conservatorium van Amsterdam. Verdere studies deed hij bij Bernard Zweers. In 1892 ging Tierolff terug naar zijn geboortestad en werd daar dirigent van harmonie- en fanfareorkesten en koren. In 1899 stichtte hij een eigen muziekuitgave, die nu in de vierde generatie bedreven wordt en geleid wordt door Koen Vergouwen.  
Als componist schreef hij vooral marsen, dansen en bewerkingen voor harmonieorkest, waarvan er helaas slechts enkele nog beschikbaar zijn.

## Composities

### Werken voor harmonieorkest
- Aux Héros du Congo
- Mazurka noble
- Nederlands Vlag
- Odeon mars
- Ons Vorstenhuis

- Virtual International Authority File: 193152744558327850003